# ウェスタン・メリーランド鉄道
ウェスタン・メリーランド鉄道（ウェスタン・メリーランドてつどう、The Western Maryland Railway、略称 WM）は、アメリカ合衆国にかつて存在した一級鉄道である。メリーランド州、ウエストバージニア州、ペンシルベニア州に展開した。展開した路線の一部は、現在はCSXトランスポーテーションの路線となっている。

## 歴史
WMが形成される出発点となったのは、1852年に建設許可の出たボルチモア・キャロル・アンド・フレデリック鉄道(Baltimore, Carroll and Frederick Railroad)である。この鉄道は、ボルチモアから西に向かって建設され、1872年にはヘイガーズタウンに達した。同年、会社名をウェスタン・メリーランド・レールロードへ、そしてウェスタン・メリーランド・レールウェイとなった。日本語に訳せば、どちらも「ウェスタン・メリーランド鉄道」であるが、アメリカでは会社を再編する際に「レールロード」と「レールウェイ」を使い分けることがある(「Railroadとrailwayの使い分け」も参照)。
1880年、狭軌のウェスト・バージニア・セントラル・アンド・ピッツバーグ鉄道が開業した。翌年には早くも軌間を広げ、社名も改称。以降、エルキンズやデービス、トーマスといったウェストバージニア州北部の木材伐採跡地や炭鉱地帯に展開した。1900年、ダービンでチェサピーク・アンド・オハイオ鉄道(C&O)と接続し、メジャーな鉄道との連絡が完成した。1902年、グールド財閥（？）に売却し、1905年にはWMの重要な構成要素となった。石炭や木材輸送のための重要路線となったのである。
1906年、カンバーランド(メリーランド州)からコネルズビル(ペンシルベニア州)への延伸工事を開始し、1912年には完了。ペンシルバニア鉄道など大会社による大陸横断鉄道に対抗して、1931年にはアルファベット・ルート(多数の鉄道会社の連立による、アメリカ中西部と北東部を結ぶルート)の一部分を形成した。
こうして、決して巨大な組織ではないけれども、WMのコーネルズビル管理局はアメリカ中西部からもっとも速く貨物を輸送することができ、フェアモントやサマーセットの近くにある自社所有の炭鉱からの石炭も輸送することができた。1930年、ピッツバーグ・アンド・ウェスト・バージニア鉄道の延伸がコーネルズビルに近づき、WMと接続しようとしていた。この路線は、今日ではホイーリング・アンド・レイク・エリー鉄道として運行されている。
1964年、C&Oとボルチモア・アンド・オハイオ鉄道(B&O)が州際通商委員会とともに、共同でWMの運営権を握った。1973年、チェシー・システムのひとつとなり、WMの所有権はC&O、運行はB&Oが担うことになった。1987年、B&OはC&Oに吸収され、のちにCSXトランスポーテーションとなった。

## 今に残るWMの路線
現在、WMが敷設したオリジナルの路線のほとんどは、廃止された。アレゲーニー山脈と東部分水嶺との交点を通る路線は、3000フィート(914.4メートル)のサベッジトンネル経由に置き換えられた。
WMだった路線の一部はウェスト・バージニア・セントラル鉄道、メリーランド・ミッドランド鉄道、ウェスタン・メリーランド・シーニック鉄道が運営している。ほかの部分は線路も撤去され、廃線跡となっている。また、かつて持っていたボルチモア市内での線路通行権は、ボルチモア地下鉄が使用している。